# (35188) 1993 VP3
1993 VP3 (asteroide 35188) é um asteroide da cintura principal. Possui uma excentricidade de 0.18942400 e uma inclinação de 3.72075º.
Este asteroide foi descoberto no dia 11 de novembro de 1993 por Seiji Ueda e Hiroshi Kaneda em Kushiro.